# Laminektomia
Laminektomia – rodzaj operacji neurochirurgicznej, polegająca na usunięciu wyrostków kolczystych i łuków kręgów wraz z więzadłem żółtym, które przebiega między łukami kręgów.
Operacja jest wykonywana w przypadkach zwężania kanału kręgowego, na przykład w przebiegu dyskopatii.